# Aleksander Dunin Borkowski
Aleksander (Leszek) Ferdynand Wincenty Dunin Borkowski hrabia, herbu Łabędź (ur. 11 stycznia 1811 w Gródku nad Dniestrem, zm. 30 listopada 1896 we Lwowie) – ziemianin, powstaniec listopadowy, publicysta, poeta, tłumacz literatury indyjskiej, polityk demokratyczny, poseł na Sejm Ustawodawczy w Kromieryżu i na Sejm Krajowy Galicji.

## Życiorys
Otrzymał staranne domowe wykształcenie, jego nauczycielami był bazylianin Sembratowicz i Włoch Bujetti. Ukończył gimnazjum we Lwowie (1826), następnie studiował filozofię na uniw. w Czerniowcach (1827) i prawo na uniw. we Lwowie (1828-1830).
Po wybuchu powstania, wraz ze starszym bratem Józefem, przedostał się do Królestwa Polskiego i wstąpił do pułku krakusów sandomierskich. Ranny pod Radomiem i awansowany na podporucznika, był adiutantem generała Jana Krukowieckiego. Potem przez jakiś czas służył w 3 pułku strzelców konnych. Podczas oblężenia Warszawy (6–7 września 1831) był adiutantem prezesa rządu. 5 października 1831, w okolicach Brodnicy, przekroczył granicę z Prusami, gdzie został internowany. Po zwolnieniu studiował przez 8 miesięcy sanskryt w Królewcu. Jak pisał o tym okresie swego życia: dostawszy marszrutę pruską nie trzymałem się jej ściśle, bo potrzebowałem wstąpić do Wronek w Poznańskiem i stamtąd do Królewca, gdzie zapoznawszy się z Bohlenem, korzystałem z grzeczności jego i oddawałem nauce języka sanskryckiego. Udało mnie się zostawać tam przez ośm miesięcy, aż wreszcie Prusacy dowiedziawszy się o moim, niedozwolonym pobycie, kazali jak najspieszniej wyjechać. Studia orientalistyczne kontynuował u Josepha von Hammer-Purgstalla w Wiedniu.
W 1834 powrócił do Lwowa, gdzie rozpoczął intensywną działalność literacką. Pisał powieści, artykuły publicystyczne, tłumaczył z kilku języków, publikował w almanachu Ziewonia. Ukoronowaniem tych prac była Parafiańszczyzna, której pierwszy odcinek ukazał się 1 marca 1843 w „Dzienniku Mód Paryskich”. Kolejne odcinki już się nie ukazały. W 1843 opublikował I tom Parafiańszczyzny we Wrocławiu. II tom ukazał się w Poznaniu w 1849. Natychmiast po opublikowaniu pierwszego tomu wybuchł największy literacki skandal w Galicji. Książce towarzyszyła zaciekła nagonka na autora, prowadzona przez koła konserwatywne i klerykalne. Borkowski dotknął w książce wielu czułych miejsc: lojalizmu wobec zaborcy, zakłamania, naśladownictwa Francuzów w sposobie bycia, obłudnej filantropii. Nie bał się także zaatakować Kościoła jako instytucji. Reakcja katolickiego kleru była tak ostra, że Borkowski w drugim tomie, mimo zapowiedzi, odstąpił od kontynuowania „pobożnego” tematu.
Aktywny politycznie w okresie Wiosny Ludów. Na wiosnę 1848 wszedł w skład deputacji do Wiednia, która miała złożyć cesarzowi memoriał obywateli Galicji. Po powrocie członek Rady Narodowej Centralnej we Lwowie. Poseł do Sejmu Konstytucyjnego w Wiedniu i Kromieryżu (15 lipca 1848 – 7 marca 1849), wybrany w galicyjskim okręgu wyborczym Lwów 3. W parlamencie należał do „Stowarzyszenia” skupiającego demokratycznych posłów polskich. Zyskał wówczas rozgłos, gdyż obok Franciszka Smolki atakował centralistyczną politykę monarchii i bronił interesów polskich.
Po klęsce rewolucji przebywał jakiś czas w Dreźnie i Poznaniu. Od 1850 przebywał znowu w Galicji, gospodarując w odziedziczonych dobrach Winniczki i Krzywczyce, w pow. lwowskim. Był członkiem Galicyjskiego Towarzystwa Gospodarskiego i Galicyjskiego Towarzystwa Kredytowego Ziemskiego. W owym czasie przez dziesięć lat niczego nie napisał i nie opublikował.
Po przyznaniu Galicji autonomii powrócił do działalności publicystycznej i politycznej. Od 1861 działacz Polskiego Stronnictwa Demokratycznego. Był posłem na Sejm Krajowy Galicji kadencji I (15 kwietnia 1861 – 31 grudnia 1866) kadencji II (18 lutego 1867 – 13 listopada 1869) i kadencji III (20 sierpnia 1870 – 17 października 1871) wybieranym w kurii I (wielkiej własności) w obwodzie nr 9 samborskim. Po jego rezygnacji, na opróżniony przez niego mandat wybrano 29 października 1872 Macieja Serwatowskiego. W Sejmie dał się szybko poznać jako gorący przeciwnik rządu i obrońca języka polskiego w urzędowaniu, dystansujący się do lojalistycznej nastawionej większości. Jak napisał Kazimierz Chłędowski najskrajniejszym mówcą sejmowym był Aleksander hr. Borkowski, słynny swego czasu autor lwowskiego paszkwilu pt. „Parafiańszczyzna”, będącego dzisiaj bibliograficzną rzadkością. Hr. Aleksander, vulgo Leszek Borkowski, przemawiał zawsze tak, jak gdyby miał tłumy przed sobą, które porwać chciał swoją wymową. Był też rzeczywiście bardzo wymownym, stawał trochę na koturnie, należał do mówców dawnego stylu, „krasomówców” w prawdziwym tego słowa znaczeniu, ale robił na słuchaczach niepospolite wrażenie. Oponował wszędzie i zawsze, stał na stanowisku historycznej Polski „od morza do morza”, chociaż to w sejmie galicyjskim zupełnie nie było potrzebnym; gryzącym dowcipem rzucał w prawo i w lewo, z nikim się nie łączył, żadnej praktycznej nie prowadził polityki.
Był także inicjatorem i mecenasem życia kulturalnego we Lwowie. Założyciel i, a następnie prezes (1867-1884) Towarzystwa Przyjaciół Sztuk Pięknych we Lwowie, Organizował obchody twórczości polskich twórców w tym mieście, m.in. Józefa Ignacego Kraszewskiego (1867), Jana Matejki (1869) i Henryka Siemiradzkiego (1879). Jak sam napisał: całe życie nienawidziłem wrogów mojej ojczyzny, walczyłem z nimi przy każdej nadarzającej się sposobności, nie poniżałem się przed przemocą dostojeństw, a tytułów nie ceniłem wyżej niż człowieka i pewny jestem, iż Polska zajęłaby zaszczytne miejsce między narodami, gdyby wszyscy jej mieszkańcy byli tacy.
Pochowany na cmentarzu Łyczakowskim w „nowej” kaplicy Duninów Borkowskich.

## Twórczość
Borkowski używał kolejno imion w różnych okresach swojego życia: Aleksander, Aleksander Lubomir, natomiast imię Leszek przybrał po napisaniu Wieszczeń Lechowych, które Bóg dał, aby ogłosił ludowi (1835). Jak pisał o nim Wilhelm Feldman „Arystokrata – patriota z podkładem demagogicznym, smagający „parafiańszczyznę” panów galicyjskich ostrymi pamfletami, potem w polityce wszelki oportunizm – wolterianin,«ateusz», jak o nim ze zgrozą mówiono, posiadał umysł jeden z najświetniejszych...” Był poliglotą: znał łacinę, grekę, sanskryt, język niemiecki, ruski, rosyjski, angielski, francuski, najprawdopodobniej także szwedzki. Autor pierwszych w języku polskim przekładów poematów Bhartryhariego, jednego z największych twórców języka sanskryckiego. Był także popularyzatorem literatury staroindyjskiej w Polsce. Jako literat debiutował powieścią wierszem Kozak w almanachu Haliczanin w 1830. Ważne miejsce w twórczości Borkowskiego zajmowała Galicja, w które mieszkał i działał (zob. wyżej). Zarówno w krytyce literackiej, jak i w prozie i eseju wykorzystywał pamflet i satyrę społeczną.

### Wybrane dzieła
- Kozak (1836)
- Orlę z Herburtów, Poznań 1838,
- Uwagi ogólne nad literaturą w Galicji (1840) – w dziele tym m.in. zarzucał Aleksandrowi Fredrze brak ducha narodowego i gloryfikację szlachetczyzny.
- Jego Cieniom, Praga 1843
- Parafiańszczyzna (1843-1849)[18][19] – powieść ironicznie i krytycznie opisująca wyższe sfery Galicji (miłostki, fałszywa pobożność, obłuda).
- [przekład] Setka Bhartriharis’a, Poznań 1845
- Niepowieści i niezprawy, t. 1, Bochnia 1846
- O nowych powieściach polskich (1847) – publicystyka dotycząca szeroko dyskutowanego ówcześnie zagadnienia powieści.
- O najdawniejszych zabytkach pisemnych, Lwów 1850
- Autobiografia Leszka hr. Dunina Borkowskiego, Lwów 1897

## Rodzina i życie prywatne
Urodził się w bogatej rodzinie ziemiańskiej z tytułem hrabiowskim. Jego ojcem był członek Stanów Galicyjskich Franciszek Antoni Dunin-Borkowski (1773-1860), matką – starościanka bachtyńska Franciszka Anna Dzieduszycka (1783-1852). Jego braćmi byli Józef (1809-1843), Edward Kamil (1812-1859), Mieczysław (1815-1888), Bolesław Marcin (1817-1871), siostrami Ludwika Anna (1814-1887) żona Jana Niezabitowskiego, i Izabela Apolonia (1822-1908) żona Włodzimierza Russockiego. W 1837 ożenił się z Seweryną z Cieleckich (1817-1895), mieli dzieci: Jadwigę (1838-1900) późniejszą żonę Alfonsa Wandalina-Mniszcha i utalentowanego dramaturga Witolda (1842-1875).